# Frontal de Avià
El frontal de Avià es una pieza clave del románico catalán. Se trata del frontal de altar, originalmente en la Iglesia de Santa Maria de Aviá, en la provincia de Barcelona (España), aunque actualmente se expone en el MNAC, mientras que en la parroquia hay una réplica. Su datación es del siglo XIII o anterior. Se desconoce su autor.
Está pintado sobre madera de ébano, con temple de huevo, corladura y estuco. Se divide en cinco registros, presididos por el central, con la Virgen María y el niño Jesús enmarcados en arco lobulado, el cual destaca sobre el resto. Las figuras son alargadas y en ellas predomina el punto de vista frontal, con vestidos de Oriente, al estilo  bizantino. Rodeando estas figuras, aparecen cuatro escenas relacionadas: la Anunciación y la Visitación, el nacimiento, la Epifanía y la presentación de Jesús en el templo. Tanto el encuadre como la separación de los compartimentos está realizada con estuco sobredorado, imitando trabajos de platería.